# Mario Bergara
Mario Ludovico Bergara Medina (Montevideo, 1 de dezembro de 1937 - 28 de fevereiro de 2001) foi um futebolista uruguaio que atuava como defensor.

## Carreira
Mario Bergara fez parte do elenco da Seleção Uruguaia de Futebol, na Copa do Mundo de  1962. 